# 西溪南吴氏
西溪南吴氏又名丰南吴氏，是明清时代徽州著名的吴姓家族，起源于今安徽省黄山市歙县西溪南镇的西溪南村，位于丰乐河畔。
西溪南吴氏的历史始于唐末。始迁祖为吴光，于唐咸通元年（860年）为避兵乱，由休宁凤凰山迁居西溪南。
自明代起，西溪南吴氏达到鼎盛，仕宦辈出，有进士25人，举人42人，朝廷为官者80余人。
- 吴士奇（1566—1639），字无奇，号恒初，明万历二十年（1592年）壬辰科进士，官至布政使、太常寺卿。著有《绿滋馆稿》。
- 吴孔嘉（1588—1667）：明天启五年乙丑科（1625年）探花，翰林院编修，制造黄山案
- 吴椿（1770—1845）：清嘉庆七年壬戌科（1802年）进士，官至户部尚书

同时西溪南吴氏也是徽州较早从商的家族，尤其在扬州和杭州控制两淮和两浙盐业，巨贾如云，富甲徽州
- 吴天行：“百妾主人”，建有果园
- 吴守礼（吴养春祖父）家族在明末捐巨资供应军需，获得“一日六中书”的荣誉。吴养春卷入明末天启年间著名的黄山案。
- 吴禧祖：清代两淮盐业总商，于扬州建春流画舫、万松叠翠[3][4][5]。

收藏家：
- 吴守淮，字虎臣，斥买重器，珍藏法书名画，经子史集千余卷。万金散尽，从广陵还里[7]
- 吴希元，字新宇
- 吴濬（字康虞）、吴士谔（字蹇叔）父子
- 吴廷，字江村（余清斋主人）。曾收藏“三希”帖——《快雪时晴帖》《中秋帖》《伯远帖》和颜真卿《祭侄季明文稿》、米芾《蜀素帖》等。《余清斋帖》现藏于歙县太白楼新安碑园